# Piet Damen
Piet Damen (* 20. Juli 1934 in Lieshout) ist ein ehemaliger niederländischer Radrennfahrer und nationaler Meister im Radsport.

## Sportliche Laufbahn
Als Amateur startete er für den Verein Het Zuiden Eindhoven. 1957 gewann Damen das Rennen Ronde van Overijssel und nach dem Sieg bei der Internationalen Friedensfahrt 1958, bei der er eine Etappe gewann und auf acht Etappen das gelbe Trikot des Spitzenreiters trug, wurde er Profi.
Er nahm an den großen Rundfahrten Tour de France, Giro d’Italia und Vuelta a España teil und wurde 1959 niederländischer Landesmeister. Sein bestes Rundfahrtergebnis hatte er bei seiner ersten Tour de France 1958, die er auf dem 11. Rang der Gesamtwertung beendete. 1959 siegte er im Eintagesrennen Grand Prix du Le Locle. 1960 belegte Damen bei den Straßenradsport-Weltmeisterschaften der Profis Platz 8. 1962 gewann er den Großen Preis der Dortmunder Union-Brauerei. 1967 beendete er seine sportliche Karriere und diese konnte er mehrere Siege bei Kriterien erzielen.

## Erfolge
1957
- Ronde van Overijssel

1959
- Grand Prix du Locle
- Niederländischer Meister – Straßenrennen

1962
- Großer Preis der Dortmunder Union-Brauerei

## Berufliches
Nach dem Ende seiner Laufbahn eröffnete er in Helmond eine Bar und handelte mit Fahrrädern.